# Tante Julia und der Kunstschreiber
Tante Julia und der Kunstschreiber (span. La tía Julia y el escribidor; 2011 bei Suhrkamp in der Neuübersetzung von Thomas Brovot unter dem Titel Tante Julia und der Schreibkünstler) ist ein Roman des peruanischen Literatur-Nobelpreisträgers Mario Vargas Llosa aus dem Jahr 1977. Im Lima der 1950er Jahre unter der Odría-Militärdiktatur liebt der junge Varguitas seine Tante Julia und macht erste Gehversuche als Schriftsteller. Sein erfolgreicher Kollege, der „Hörspielserienschreiber“ Pedro Camacho, verliert über der Schreibarbeit im Akkord den Verstand. In dem Roman wird anhand der beiden Schreiber dem Verhältnis zwischen Alltag und Kunst, zwischen Massenliteratur und anspruchsvollerer Prosa nachgespürt.

## Form
Der Roman besteht aus zwanzig Kapiteln und ist simpel aufgebaut. Der Ich-Erzähler Varguitas wechselt sich mit einem auktorialen Erzähler, aus dessen Perspektive die von Pedro Camacho produzierten Hörspielsendungen geschrieben sind, ab. Der letztere erzählt in jedem geradzahligen Kapitel eine neue Geschichte, die alle fünfzigjährige Männer mit Adlernase und breiter Stirn zur Hauptfigur haben. Die teilweise haarsträubenden Geschichten erzählt dieser jedoch nicht zu Ende, sondern hält die Spannung mit finalen Fragen wie „Wie wird dieses Drama zu Ende gehen?“ und fordert den Zuhörer auf, zur nächsten Sendung wieder einzuschalten.
Im 9. Kapitel erfährt der Leser, wie Camacho zu seinen Geschichten kommen könnte. Varguitas begleitet Pedro Camacho in eine Drogerie. Pedro Camacho kauft eine Tüte Gift gegen Mäuse. Der Leser vermutet, Camacho ist zu seiner Geschichte vom Kampf gegen die Rattenplage im 8. Kapitel durch die Mäuseplage in seinem Wohnquartier inspiriert worden. Das letzte Kapitel, das zwanzigste, weicht von der oben erwähnten Geradzahlregel ab. Varguitas musste als Ersatzschreiber einspringen, weil Pedro Camacho, nachdem er die meisten seiner Figuren – teilweise mehrfach – sterben lassen hatte, einen Nervenzusammenbruch erlitten hatte.
Spätestens im 16. Kapitel – bei den wiederholten Ausfällen gegen die Argentinier – kann sich der Leser des Eindrucks nicht mehr erwehren, Pedro Camacho könnte der Verfasser der geradzahligen Kapitel sein. Dieser Verdacht war schon im 14. Kapitel nicht mehr abweisbar gewesen, als darin die runden Klammern, zumeist mit Fragezeichen hinter Eigennamen und auch Fakten, überhandnahmen, vielleicht, um die stetig zunehmende Unsicherheit des Schreibers zu signalisieren.

## Inhalt
1
Der achtzehnjährige Ich-Erzähler, ein Jura-Student im dritten Jahr, kooperiert in Lima bei Radio Panamericana als Nachrichtenchef mit dem Burschen Pascual. Beide stellen Kurznachrichten aus Zeitungsnotizen zusammen. Es ist die große Zeit der Hörspiele. Diese werden aus Mexiko, Argentinien oder Kuba importiert. Weil die Hörspiele nicht gerade billig sind, wird ein fähiger Hörspielautor gesucht. An dem Tag, an dem Genaro, der Juniorchef des Senders, endlich das „radiophonische Phänomen“ Pedro Camacho aus La Paz einkauft, lernt der Ich-Erzähler seine vierzehn Jahre ältere  Tante Julia, eine geschiedene Bolivianerin, ebenfalls aus La Paz, kennen. Dem Studenten gefällt nicht, dass die angeheiratete Tante ihn wie ein kleines Kind behandelt. Sie redet ihn mit „Marito“ an und schmatzt ihm auf die Wange. Von Pedro Camacho hat die Tante noch nie gehört. Marito lernt den etwa vierzigjährigen herrischen Rundfunkmann, das „Männchen“ mit der klangvollen Stimme und den „hervorstechenden Augen“, bald persönlich kennen. Genaro junior betritt Maritos Büro, nimmt ihm die schwere Remington weg und schleppt sie dem Neuen keuchend ins Büro. Marito muss mit einem Dachverschlag als Büro vorlieb nehmen.
2
Frau und Tochter des berühmten Frauenarztes Dr. Alberto de Quinteros vergnügen sich auf einer Europareise. Der Arzt ist in Lima geblieben und besucht anstandshalber die Hochzeitsfeier seiner Nichte Elianita mit dem rothaarigen Antúnez. Der Rotkopf hatte die Schöne heftig umworben. Der glückliche Bräutigam, Erbe einer Düngemittelfabrik, hat die Universität von Chicago im Fach Business Administration absolviert. Auf der Feier verliert die Braut das Bewusstsein. Der Onkel übernimmt in einem abgeschiedenen Zimmer die Erste Hilfe. Der Frauenarzt löst das viel zu straff geschnürte Korsett und erkennt auf den ersten Blick, dass die erschöpfte Nichte im vierten Monat schwanger ist. Der Bräutigam ist jedoch zu kurz mit ihr zusammen, um der Vater zu sein. Der Bruder Elianitas weint sich auf der Heimfahrt bei seinem Onkel aus, dass er seine Schwester wie ein Mann liebe. Offen bleibt die Frage: Wird der Rotkopf die schnöde Gattin am ersten Ehetag verlassen?
3
Marito erkennt die Humorlosigkeit Pedro Camachos. Der äußerst produktive Bolivianer hasst die Argentinier. Jede Kurzgeschichte, die Marito schreibt, wie „Den qualitativen Sprung“, im Stil von Borges verfasst, wandert in den Papierkorb, nachdem sie von Verwandten oder Bekannten für wirklich schlecht befunden worden ist. Marito umwirbt Tante Julia. Er schenkt Blumen. Als er eng mit ihr tanzt, küsst er sie auf die Lippen.
4
Wachtmeister Lituma hat im Hafen von Callao einen nackten Schwarzen aufgelesen, mit dem er sich nicht verständigen kann, und bringt ihn zu Hauptmann Jaime Concha aufs Revier. Der Streifenpolizist stört den Vorgesetzten beim Lesen seiner Donald-Duck-Hefte. Nach einigem ärgerlichen Hin und Her erhält Lituma aus dem Munde des Hauptmanns einen Befehl, der über das Schicksal des Aufgegabelten entscheidet. Der Leser erfährt den Inhalt des Befehls zunächst nicht. Auf einer Müllhalde am Pazifik hält Lituma dem Schwarzen die Dienstpistole an die Schläfe. Offen bleibt die Frage: Wird der Wachtmeister den Befehl seines Vorgesetzten ausführen?
5
Marito offenbart Tante Julia, er habe bereits mit dreizehn die erste Freundin gehabt. Die Tante versetzt, sie sei bis zu ihrem siebzehnten Lebensjahr Jungfrau geblieben. Ihre Ehe sei in die Brüche gegangen, weil sie ihrem Mann den Kinderwunsch nicht erfüllen könne. Das schreckt Marito nicht ab. Nur ihre entsetzliche Unbelesenheit stört ihn ein wenig. Er küsst sie.
6
Der Zeuge Jehovas Gumercindo Tello, ein Mechaniker aus Moquegua, wird beschuldigt, die dreizehnjährige Sarita Huanca Salaverría geschlagen und vergewaltigt zu haben. Dr. jur. Pedro Barreda y Zaldívar, Untersuchungsrichter der ersten Strafkammer des Obersten Gerichtshofs von Lima, nimmt den Angeklagten ins Gebet. Gumercindo Tello will es nicht gewesen sein. Der ärztliche Befund ist eindeutig. Das Opfer hat Blessuren am ganzen Körper und ist keine Jungfrau mehr. Sarita erweist sich während ihrer Vernehmung als lüsterne Lolita. Dr. Zaldívar muss sie – gegen seine Gewohnheit – energisch zum Schweigen bringen. Die einzige Sorge der ziemlich alten Eltern Saritas scheint zu sein, ob der beschuldigte Gumercindo Tello die Entehrte heiratet. Dieser bekräftigt fortwährend seine Unschuld und zieht zum Beweis, dass er seinen Penis auch künftig lediglich zum Urinieren nutze, ein Messer und will ihn sich abschneiden. Die offen bleibende Frage: Wird sich der Mechaniker entmannen?
7
Vargas Llosa teilt dem Leser den Namen Maritos mit: Varguitas heißt Julias Liebhaber. Der junge Herr verdient nicht genug, um die Tante ausführen zu können. So bespricht er Bücher und lässt Reportagen in Literaturbeilagen erscheinen. Im Café bleibt es nicht beim Knie Aneinanderreiben mit Tante Julia. Er liest ihr auch seine Erzählung „Die Erniedrigung des Kreuzes“ vor. Der schlechte Erzähler kommt bei der neuen verärgerten Literaturkritikerin gar nicht gut weg. Varguitas ist von dem Schreibpotential des „kreolischen Balzac“ Pedro Camacho hingerissen. Der Napoleon von Altiplano  arbeitet reichlich fünfzehn Stunden am Werktag und zirka neun Stunden sonntags. Camacho, die Stimme des mestizischen Amerika, lässt nichts drucken. Seine Werke, so meint er, leben in den Gehirnen der Radiohörer fort. Er liest selbst keine Bücher, um sich seinen Stil nicht zu verderben. Varguitas macht Tante Julia mit dem großen Künstler bekannt. Sie sei eine seiner Verehrerinnen, lügt sie.
8
Don Federico Téllez Unzátegui, Vater zweier attraktiver Töchter und zweier träger Söhne, ist der Kopf der Nagetier-Vernichtungs-AG. Als Junge musste er in Tingo María seine neugeborene Schwester bewachen. Federico war eingeschlafen und Ratten hatten unterdessen das Kind aufgefressen. Don Federico hatte daraufhin jahrzehntelang in Peru an allen möglichen Fronten gegen die Rattenplage erfolgreich gekämpft. Mit einem aus seiner Sicht sehr hohem moralischen Anspruch erzieht der Familienvater Frau und Kinder. Kummer bereitet ihm nicht so sehr seine Gattin, die sich über sein Verbot zu naschen regelmäßig hinwegsetzt, sondern seine vier Kinder. Keines will in seine Fußstapfen treten. Als er eine Illustrierte in die Finger bekommt, auf dem seine beiden Töchter in Bikinis am Strand abgebildet sind, was er verboten hatte, versucht er, sie zur Strafe umzubringen. Das geht anders aus als geplant. Der ungeliebte Vater wird von allen Familienmitgliedern gehörig verprügelt. Die offen bleibende Frage: Würde Don Federico die Attacke überleben?
9
Tante Julia lernt einen reichen Verehrer kennen. Varguitas ist stocksauer. Sie hat mit dem Endokrinologen Dr. Osores angebandelt. Varguitas klagt Camacho sein Leid. Der Hörspielautor behauptet, er habe noch nichts mit einer Frau gehabt – auch, weil er die Syphilis fürchte. Tante Julia gibt Dr. Osores den Laufpass. Eigentlich muss Varguitas dem Endokrinologen für eine Erkenntnis dankbar sein: Er liebt seine Tante. Die Rundfunkhörer warten gespannt auf Camachos nächste Produktion. Sogar der Präsident der Republik gehört zu den treuen Hörern der Serie. Genaro junior vermutet, der Landesvater müsse feinfühlig sein.
10
Der 28-jährige Lucho Abril Marroquín, Bayer-Arzneimittelvertreter, muss auf Geheiß seines Chefs, des wortkargen Schweizers Dr. Schwalb, andauernd – von Lima aus – in Peru herumkutschieren. Dabei wäre er doch so gern daheim bei seiner französischstämmigen jungen Frau. Am Fuße der Sierra bei Castrovirreina passiert es. Ein Kind springt auf die Fahrbahn. Er überfährt es mit seinem VW in einem Kreuzungsbereich. Ein LKW kommt von der Sierra herunter und überfährt den Vertreter – mit dem Kind in den Armen. Es stirbt. Er überlebt schwerverletzt. Die „Seelenklempnerin“ Dr. Lucía Acémila behandelt erfolgreich Marroquíns Phobie gegen Fahrzeuge. Marroquíns Frau, die inzwischen eine Fehlgeburt hatte und nach Frankreich ausgerissen war, kehrt nach Lima zurück. Dr. Acémila erklärt Marroquín zwar schließlich für geheilt, doch eine Phobie gegen Kinder kommt hinzu. Irritiert nimmt der Rundfunkhörer zur Kenntnis, Dr. Schwalb ordnet an, der Vertreter habe sich bei der Nagetier-Vernichtungs-AG zu melden. Die offen bleibende Frage: Wird Lucho Abril Marroquín seine Infantophobie abschütteln?
11
Dr. Alberto de Quinteros hat in einer Fortsetzung des im Kapitel 2 skizzierten Hörspiels seine Nichte Elianita von Drillingen entbunden. Rundfunkhörer beschweren sich beim Sender. Eine bei der Entbindung verstorbene Mutter sei anschließend bei der Kindtaufe in der Kathedrale wieder mit dabei gewesen. Anscheinend ist Camacho der Erfolg zu Kopf gestiegen. Er hört nicht auf den Seniorchef der Rundfunkanstalt. Varguitas wird von Genaro sen. gebeten, mit dem übergeschnappten Serienautor über die Hörereinwände zu sprechen, weil er „auch ein halber Künstler“ sei. Camacho hat kein Einsehen. Zudem bringen ihm seine verbalen Ausfälle gegen die Argentinier einen Ohrfeigenregen von zwei kompakten argentinischen Fleischergesellen ein. Varguitas muss eingreifen. Der Vielschreiber wird in die städtische Unfallstation eingeliefert.
12
Zwanzig Jahre vor Handlungsbeginn hatte sich der junge Ezequiel Delfín, ein Handelsvertreter aus Arequipa, in die Pension Colonial des heruntergekommenen Aristokraten Don Sebastián Bergua und seiner Frau Margarita eingemietet. Ein Bein der Wirtin ist zwanzig Zentimeter kürzer als das andere. Deswegen trägt Frau Margarita eine schuhputzkastenartige Gehhilfe. Die tadellosen Manieren des zurückhaltenden jungen Mannes waren dem Wirtspaar nicht verborgen geblieben. Vergeblich waren ihre Verkupplungsversuche mit der klavierspielenden Tochter Rosa geblieben. Eines Nachts überfällt Ezequiel Delfín den schlafenden Hausherrn im Bett und bringt ihm vierzehn Messerstiche bei. Alsdann zieht sich der Unhold aus, betritt nackt Frau Margaritas Schlafgemach und versucht, ausgerechnet die hässlichste Frau in der Pension zu vergewaltigen. Das Humpelbein setzt sich zur Wehr. Die auf das Gezeter herbeigeeilte Pianistin übergibt Ezequiel Delfín der Polizei. Er wird in die Irrenanstalt gesperrt. Don Sebastián Bergua trägt bleibende schwere Gesundheitsschäden davon und bekommt entsetzliche Angstzustände, als er eines Tages – zwanzig Jahre später – die Zeitung liest. Sein Peiniger hat zwei Männer ermordet, ist aus der Anstalt ausgebrochen und befindet sich auf dem Wege in die Pension. Die offen bleibende Frage: Wird Ezequiel Delfín bei Don Sebastián Bergua eindringen?
Der aufmerksame Radiohörer schüttelt wiederum das Haupt. Da ist einmal von der Pension Bayer die Rede, der Handelsvertreter wird Arzneimittelvertreter genannt und die Polizei nimmt Lucho Abril Marroquín in der Pension fest.
13
Varguitas’ neueste Erzählung, in der er der vorurteilsbeladenen Verwandtschaft den Kampf ansagt, kann vor der Kritikerin Tante Julia nicht bestehen: Kitsch. Die heuchlerische Verwandtschaft weiß längst von dem Techtelmechtel der beiden. Die Anreise der in den USA lebenden Eltern Varguitas' droht. Der Vater schäumt vor Wut. Die Verwandtschaft besteht auf die Rückreise der Tante nach Bolivien. Varguitas macht Tante Julia einen Heiratsantrag.
Camacho gesteht Varguitas, er bringe in seinen Manuskripten Figuren und Fakten durcheinander.
14
Hochwürden Pater Seferino Huanca Leyva, Sohn einer Wäscherin, wird von der baskischen Großgrundbesitzerin Mayte Unzátegui gefördert und betreut schließlich die Einwohner von Mendocita, einem Armenviertel Limas, seelsorgerisch. Unkonventionell wirkend, werden ihm von der Staatsmacht unter anderem kommunistische Umtriebe vorgeworfen. Die Millionärin Mayte Unzátegui befreit ihn jedes Mal aus der Klemme. Einer der Konkurrenten des Paters in Mendocita ist der evangelische Pfarrer Don Sebastián Bergua. Don Sebastián war früher Gynäkologe gewesen. Das ist Unfug. Don Sebastián wird im 12. Kapitel als steifer Aristokrat, Nachfahre der Indios mordenden Spanier beschrieben, der nichts mit der medizinischen Fakultät zu tun hat. Jaime Concha (siehe 4. Kapitel) hat seine Uniform an dem Nagel gehängt und praktiziert in dem Viertel als Kurpfuscher.
In die kommunale Wohnung des Paters Seferino schleicht sich der ehemalige Wachtmeister Lituma ein und bereitet das Abfackeln der schäbigen Behausung mit Kerosin vor. Die offen bleibende Frage: Wird das brennende Streichholz geworfen werden?
15
Varguitas beschafft Geld für seine Hochzeit. Er zieht alle Register. Genaro schießt Gehaltszahlungen vor, obwohl er dem Angestellten die dringende Operation der Großmutter nicht abkauft. Nicht nur finanzielle Hürden sind zu überwinden. Wer traut schon einen noch nicht Volljährigen? Pascual (siehe 1. Kapitel) findet die Notlösung. Der Bursche hat einen Vetter, der als Bürgermeister in Chincha auch traut.
16
Der junge Aristokrat Joaquín Hinostroza Bellmont, ein Trunkenbold, ist zu nichts nütze. Seine Freundin Sarita Huanca Salaverría, die sich als Mannweib Marimacho ausgibt, hilft ihm immer wieder aus dem Gröbsten. Sarita kann Fußball spielen. Im Inzest hat sie mit ihrem Bruder Richard ein Kind und verweigert sich seitdem den Männern. Joaquín gibt nicht auf. Nach dem Tod des Vaters mittellos, geht es mit seiner Fußball-Schiedsrichter-Karriere steil aufwärts. So verhilft er den Peruanern zum Sieg, indem er sukzessive alle Argentinier vom Platz stellt. Schließlich pfeift er das Spiel Bolivien gegen Peru. Das Geschehen auf dem Rasen – plötzlich ein Stierkampf geworden – läuft den beiden verantwortlichen Sicherheitsleuten Hauptmann Lituma und Wachtmeister Jaime Concha aus dem Ruder. Es gibt Mord und Totschlag. Etliche dem Rundfunkhörer Bekannte treten im Stadion auf. Ihre Namen und Schicksale werden verdreht und miteinander vermengt. Die dreiköpfige Familie Don Sebastián Bergua darf nicht fehlen. Als erste werden die drei nach der Massenpanik zu „Menschenpüree“ zerdrückt. Sarita entflieht dem Gedränge auf den Rängen, indem sie zu dem Stierkämpfer Bellmont hinabspringt. Die Regelwidrigkeit bestraft Hauptmann Lituma mit Erschießen. Bellmont stirbt im Kugelhagel auch gleich noch mit. Mit der letzten Kugel richtet sich Lituma, der Polizist mit der tadellosen Personalakte, selbst. Wachtmeister Jaime Concha erschießt den immer noch nackten Schwarzen aus dem 4. Kapitel. Jaime Concha wird vom Mob erhängt. Die offen bleibende Frage: Geht das Gemetzel weiter?
17
Varguitas wird mit Tante Julia nach einer Odyssee durch etliche Dörfer vom Bürgermeister von Grocio Prado getraut, nachdem sein Geburtsschein gefälscht wurde. Der Bräutigam ist auf einmal 21 Jahre alt. Das Brautpaar musste zwar vor der Eheschließung unterwegs in einem beschämenden Zimmer übernachten, hatte aber darin die Hochzeitsnacht einfach vorverlegt und ausgiebig genossen.
18
Die Liebe Crisanto Maravillas', des Barden von Lima, zu Fátima endet – wie könnte es anders sein? – tragisch. Die kleine Nonne bei den Barfüßigen Schwestern hatte den zehnjährigen lahmen Knaben verführt. Fortan wollte Crisanto Maravillas die kleine Fátima nur noch fleischlich lieben. Katholische Kreise konnten dies verhindern. Es blieb künftig bei platonischer Liebe. Als der begnadete Musiker in Anwesenheit des Bischofs von Lima im Kloster der Barfüßigen Schwestern ein Konzert gibt, stürzen während eines Erdbebens die Mauern ein und begraben sämtliches Publikum inklusive Akteure. Manche Tote waren schon während des Fußballspiel/Stierkampfes (siehe oben) umgekommen.
19
Pedro Camacho musste ins Irrenhaus gebracht werden. Nachdem das Brautpaar nach Lima zurückgekehrt ist, setzt Varguitas' aus den USA angereister Vater die Abreise Tante Julias nach Chile durch. Die unglückliche Ehefrau kommt bei ihrer Tante in Valparaíso unter. Der Vater verzeiht dem Sohn. Tante Julia verkauft ihre Habe für ein Flugticket nach Lima. Daheim liebt sich das Paar erst einmal richtig. Tante Julia hilft sodann dem Gatten bei seiner neuen Erzählung „Die Selige und Pater Nicolás“.
20
Nach acht Jahren Ehe gehen Varguitas und Tante Julia auseinander. Zuvor hatten sie in Paris gelebt. Varguitas hatte einen Abschluss in Romanischer Philologie gemacht. Tante Julias Nachfolgerin bei Varguitas ist seine Kusine Patricia.
Immer einmal sucht Varguitas besuchsweise Peru auf. Bei der Gelegenheit trifft er in der Redaktion des Boulevardblattes „Extra“ in Lima auf Pedro Camacho. Der Künstler schreibt nicht mehr, sondern ist für Pascual (siehe 1. Kapitel) als Laufbursche tätig. Wie sein Serienheld Lucho Abril Marroquín (10. Kapitel) hat er eine Phobie gegen Kraftfahrzeuge. So geht er alle Wege durch Lima zu Fuß. Den Lebensunterhalt kann sich Camacho mit seinem Job nicht verdienen. Also lässt er sich von seiner Ehefrau, einer Prostituierten, aushalten. Die Dame hatte Vargas Llosa in den vorangegangenen 19. Kapiteln verschwiegen und zieht sie nun aus der Westentasche.

## Autobiographie
Der Ich-Erzähler Marito wird im 9. Kapitel Don Mario genannt. Im siebten Kapitel war sein Name Varguitas verraten worden. Das klingt wie Vargas. Er wurde, wie Vargas Llosa, in Arequipa geboren.
Bei Scheerer finden sich Hinweise auf weitere Details. Vargas Llosa war acht Jahre mit seiner zehn Jahre älteren Tante Julia Urquidi Illanés verheiratet. Seine ehemalige Gattin habe auf den Roman 1983 mit dem Text „Was der kleine Vargas nicht gesagt hat“ geantwortet.
Der Autor schreibe über seinen dornenreichen Weg zum Schriftsteller in der Odría-Zeit.

## Rezeption
- Pedro Camacho sei nach einer Person gestaltet, deren Namen Vargas Llosa ausgeplaudert habe. Darauf habe derjenige das zeitweise Verbot des Romans in Argentinien durchgesetzt.[16]
- Der Autor artikuliere sein Unbehagen mit den peruanischen Verhältnissen.[17]

## Verfilmung
- 1990 wurde Jon Amiels Film „Julia und ihre Liebhaber“ uraufgeführt. Drehbuchautor William Boyd benannte den Ich-Erzähler Varguitas – gespielt von Keanu Reeves – in Martin Loader und den Pedro Camacho – gespielt von Peter Falk – in Pedro Carmichael um. Die Julia spielte Barbara Hershey.

## Hörbuch
- Mario Vargas Llosa: Tante Julia und der Kunstschreiber. Bearbeitung Daniel Howald, Regie Claude Pierre Salmony, gesprochen von André Jung, Christoph Bantzer. Schweizer Radio DRS/Der Hörbuchverlag, München 2010 (10 CD)

### Sekundärliteratur
- Thomas M. Scheerer: Mario Vargas Llosa. Leben und Werk. Suhrkamp, Frankfurt am Main 1991, ISBN 3-518-38289-6
- Norbert Lentzen: Literatur und Gesellschaft: Studien zum Verhältnis zwischen Realität und Fiktion in den Romanen Mario Vargas Llosas. Romanistischer Verlag, Bonn 1994 (Diss. RWTH Aachen 1994), ISBN 3-86143-053-3